# A Journal for Jordan
A Journal for Jordan es una película estadounidense de drama de 2021 dirigida por Denzel Washington y protagonizada por Michael B. Jordan y Chanté Adams. La película fue escrita por Virgil Williams y está basada en la memoria A Journal for Jordan: A Story of Love and Honor de Dana Canedy.
La película fue estrenada por Sony Pictures Releasing el 25 de diciembre de 2021. Ha recibido reseñas generalmente mixtas de los críticos.

## Sinopsis
Basado en una historia real, mientras el primer sargento Charles Monroe King está desplegado en Irak, lleva un diario de amor y consejos para su hijo pequeño. Al compartir este diario con su hijo, su prometida, Dana Canedy reflexiona sobre su improbable pero poderosa relación romántica con King.

## Reparto
| Actor             | Personaje                    |
| ----------------- | ---------------------------- |
| Michael B. Jordan | Sgto. 1° Charles Monroe King |
| Chanté Adams      | Dana Canedy                  |
| Jalon Christian   | Jordan                       |
| Robert Wisdom     | Sgto. TJ Canedy              |
| Johnny M. Wu      | Manny                        |
| Tamara Tunie      | Penny Canedy                 |
| Marchánt Davis    | Mike Canedy                  |

## Producción
En enero de 2018, se informó que Denzel Washington dirigiría la película Journal for Jordan a partir de un guion de Virgil Williams basado en la memoria de Dana Canedy. En febrero de 2019, se informó que Michael B. Jordan interpretaría el papel principal. En octubre de 2020, Chanté Adams fue elegida para la película. A diciembre de 2020, había comenzado la producción. En febrero de 2021, Robert Wisdom, Johnny M. Wu y Jalon Christian se unieron al elenco. En marzo de 2021, Tamara Tunie se unió al elenco.

## Estreno
Sony Pictures Releasing programó originalmente A Journal for Jordan para un estreno limitado en cines el 10 de diciembre de 2021, antes de ampliarse el 22 de diciembre. En octubre de 2021, la película fue estrenada de forma general en cines el 25 de diciembre, el día de Navidad. La película tuvo su estreno mundial en el AMC Lincoln Square Theatre el 9 de diciembre de 2021.